# ナイター競走

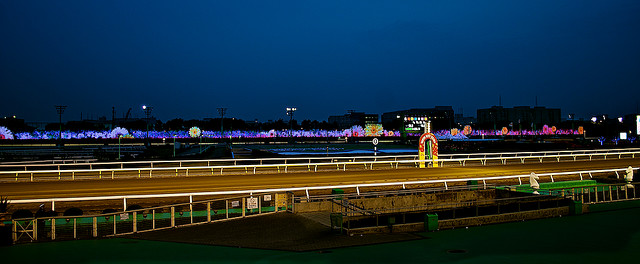
大井競馬場（2010年）

ナイター競走（ナイターきょうそう）とは、競走（特に最終競走発走）を夜間に合わせた公営競技の開催形式などのこと。ナイターレースあるいはナイトレースとも呼ばれる。

## 概要
名称はプロ野球のナイターに範をとっている（ただしナイターは和製英語）。
夜間のレース開催は日本のほか、イギリスやスペイン、香港やドバイなどで行われている。なかには開始が日没後という例もある。
日本では最終競走発走を夜（おおむね20時25分から50分の間）の時間帯に合わせるよう、各競走の発走時刻を設定した開催形式をいう。おもに気温が上がる春から秋にかけて行われているが、冬期も実施している公営競技場がある。昼間開催では第1競走の発走がおおむね9時50分から11時過ぎとなるのに対し、ナイター競走では第1競走の発走が、当日の競走数にもよるがおおむね15時から16時の間になるのが特徴である。

## 日本
日本では1986年7月31日に、地方競馬である東京都の大井競馬場（東京シティ競馬）で公営競技初のナイター開催が実施された（トゥインクルレース）。これ以降、売上確保やイメージアップを図る観点からナイター競走を開催する公営競技場が増えており、今後もナイター競走を開始予定、もしくは導入を検討している競技場がある。
競輪では、第1競走は15時台（最終競走は20時台）に開催してきた。ナイターの終了後に無観客で行われるものもあり、それはミッドナイト競輪と呼び、区別される。
競艇（ボートレース）では、2014年4月にボートレース桐生で業界初となるナイター照明のLED化を実施。まず対岸照明鉄塔の投光器（約300基）に適用し、5月末までに全ての投光器をLED照明にした。「ハレーション等のまぶしさが低減されて目に優しい光線」「消費電力の抑制」「耐久性にも優れている」等の長所を挙げている。
一方で、中央競馬（日本中央競馬会（JRA））ではナイター競走を実施しておらず、現状ではその計画や構想もない。

### 実施の背景
初のナイター競走を開催した大井競馬場を抱える南関東公営競馬では、土曜日・日曜日を中心に開催する中央競馬と商圏が重なることから土・日の開催がしにくいため、平日を中心に開催せざるを得なかったが、その平日の昼間開催では会社員が勤務時間と重なるため来場することが難しく、客層は限られてくる。そこで、会社員の勤務時間が終わる17時以降に競走を行うことで仕事帰りの会社員も取り込むことが可能になる。とくに東京都などの大都市圏を抱える南関東地区では平日の昼間に開催するよりも夜間に開催したほうが、照明にかかる電気料金などの追加経費を差し引いてもそれに見合うだけの集客が見込めたことが実施の背景にある。また、大井競馬場は住宅地から離れており、夜間開催による周辺地域への影響が比較的小さかったこともナイター開催の実現を後押しした。
近年は地方の競技場でもナイター競走が行われるようになったが、これは場外発売所の整備に加え、電話投票やインターネット投票が普及したことで普段競技場に足を運ばない客層を掘り起こしたことも影響している。

### 問題点
夜間に開催を行うことから周辺地域への影響が大きい面もあり、例えば立川競輪場では照明設備が整っているためナイター開催は可能な状態にあり施行者である立川市も開催を希望しているものの、実現には至っていない。過去には、1987年に西宮競輪場でプロ野球開催用の照明設備を利用した初のナイター競輪の実施を一旦は決定したものの、場内整備問題のため結局は実現には到らなかった。
金融機関によっては薄暮競走を含め、電話投票がナイター開催に対応していない競技場がある。

### 開催される公営競技場
2025年現在、ナイター競走を実施および予定している公営競技場は以下の通り。括弧内は愛称名（愛称が無いのは記載なし）。

#### 地方競馬

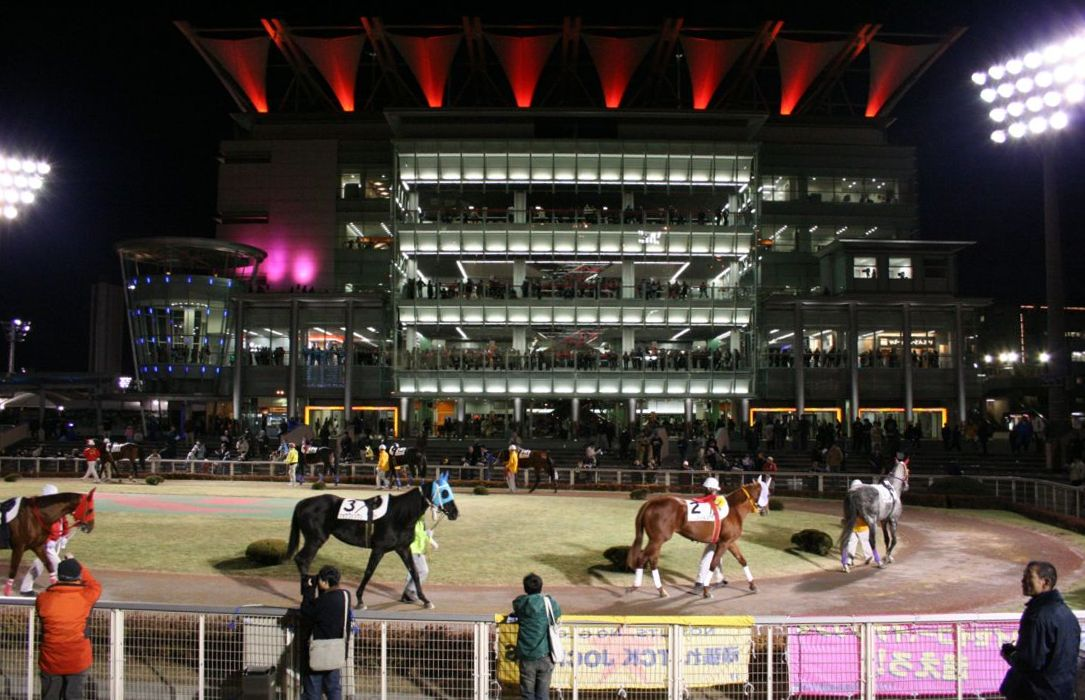
トゥインクルレース（大井競馬場）

帯広競馬場（ばんえい十勝・ばんえい十勝ナイトレース）
2007年6月16日より実施。
2019年は4月27日 - 12月30日に開催する。
最終競走発走予定時刻は20時40分。なお2013年より11月下旬 - 12月下旬の間、最終競走発走予定時刻が19時40分となり2015年度より「準ナイター」として開催。ただし、開催日により変動がある。
門別競馬場（ホッカイドウ競馬・グランシャリオナイター）
2009年5月20日より実施し、2010年度より全日程ナイター開催を開始した。愛称は公募により決定。
最終競走発走予定時刻は20時40分。ただし、開催日により変動がある。
船橋競馬場（ハートビートナイター）
2015年6月15日より実施。
2018年度より通年でナイター開催を実施する。
最終競走発走予定時刻は20時50分、冬季（1月〜3月中旬）は1時間繰り上がる（2021年まで、2022年から通年で最終競走発走予定時刻20時50分となった）。ただし、開催日により変動がある。これは大井競馬場や川崎競馬場、高知競馬場でも同様である。
大井競馬場（トゥインクルレース）
1986年7月31日より実施。4月から12月に実施する。但し年末開催の後半3日間（東京大賞典施行日以降）は昼・薄暮開催。
川崎競馬場（スパーキングナイター）
1995年5月7日より実施。4月から12月に実施する。
名古屋競馬場（ベイサイドナイター）
2022年4月25日より実施。
当初は冬季限定としていたが、2022年度は4月末から9月上旬にも3開催計5日間開催。冬季でも同日に南関東地区でナイター開催がある場合は昼開催となる。愛称は公募により決定。
金沢競馬場（百万石かがやきナイター）
2025年5月26日より一部開催日において実施。
愛称は公募により決定した。
園田競馬場（そのだ金曜ナイター）
2012年9月7日より実施。
2024年は5月10日 - 10月25日の毎週金曜日に開催する。
最終競走発走予定時刻は20時30分。
高知競馬場（夜さ恋ナイター）
2009年7月24日より実施（当初は7月10日の予定であった）。
競馬では初となる、通年でのナイター開催を開始した。ただし、一部薄暮開催となる日がある。
愛称は公募により決定した。
佐賀競馬場（ほとめきナイター）
2020年10月3日より実施。2024年度から通年を通してナイター開催となる。
なお、2024年には浦和競馬場と金沢競馬場の夏季開催に於いて、人馬の熱中症など暑熱対策の観点で、最終競走を19時台に繰り下げる日程が組まれた（公式上、浦和は薄暮、金沢はナイターの扱い）。

##### 過去
旭川競馬場（ホッカイドウ競馬・旭川ナイトレース）
1994年7月26日に初開催。2008年まで実施。

#### 競輪

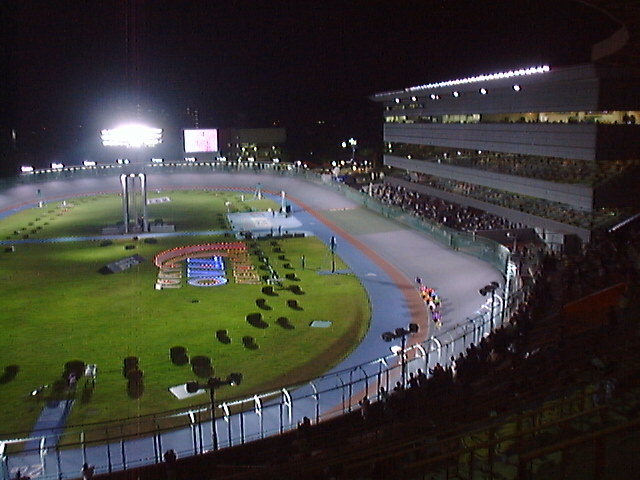
TOKYOミリオンナイトレース（京王閣競輪場）

競輪では、これまで一部の競輪場や場外発売所でナイター開催の場外発売体制が整っておらず、サマーナイトフェスティバル（GII）を含めナイター競走の場外発売を行わない発売所もあった。そのため、ナイターで通年開催している小倉競輪場では競輪祭（GI）を、四日市競輪場では開設記念競輪（GIII）を、ともにナイター未対応の発売所でも発売可能にするため永らく昼間開催で施行してきたが、競輪祭は2018年よりナイター化することが発表され、2019年以降もナイター開催を継続している。また、オールスター競輪（GI）においても2021年よりナイター化された。
なお、GIIIのナイター開催は2004年の京王閣での日本国際博覧会協賛競輪などがあるが、開設記念競輪においても2017年4月の川崎よりナイターを開始し、以後は開設記念競輪とは別に3日制開催の「ナイターGIII競走」も併せて行われる。2021年は3日制・4日制（開設記念競輪）合わせて年6節が実施される。「ナイターGIII」として施行する場合は、「男子S級の9競走+女子ガールズケイリンL級の3競走の1日12競走」を基本として行う。
以下は、ナイター競走を実施している競輪場である。なお、◆はミッドナイト競輪は実施していない競輪場。
函館競輪場（スターライトレース）
1998年7月8日より実施。通年開催（開設記念競輪と本場開催のない冬季を除く）。
青森競輪場（もりんトワイライトナイトレース）
2016年10月11日より実施（本場開催のない冬季を除く）。
いわき平競輪場（エキサイティングナイター）
2009年7月17日より実施。
宇都宮競輪場（RAIZINナイトレース500）
2020年6月18日より実施。
弥彦競輪場（伊夜日子〈いやひこ〉マジェスティックナイター）
2019年6月25日より実施（本場開催のない冬季を除く）。
前橋競輪場（ドームナイトレース）
2015年2月27日より実施。
西武園競輪場（ブルーウイングナイトレース）
2018年10月31日より実施。
京王閣競輪場（TOKYOミリオンナイトレース）
2002年10月29日より実施。
松戸競輪場（ファンタジーナイトレース）
2002年7月30日より実施。
TIPSTAR DOME CHIBA◆
2021年10月2日（PIST6開始日）より実施。
川崎競輪場（アーバンナイトレース）
2001年7月10日より実施。
平塚競輪場（湘南ミルキーウェイレース）
1999年8月29日より実施。
伊東温泉競輪場（ミカリンナイトレース）
2014年12月2日より実施。
静岡競輪場（富士山バンクナイトレース）
2020年3月3日より実施。
豊橋競輪場（ええじゃないか豊橋ナイトレース）
2019年2月3日より実施。
名古屋競輪場（どえりゃー金シャチナイター）
2022年8月27日より実施。
岐阜競輪場
2024年7月22日より実施。
松阪競輪場（ぎゅうっと松阪ナイトレース）
2020年9月7日より実施。
四日市競輪場（ベイサイドナイトレース）
2002年10月7日より実施。
2007年4月より通年開催（開設記念競輪を除く）。
奈良競輪場（まほろばナイトレース）
2020年1月25日より実施。
玉野競輪場（シャイニングナイトレース）
2016年11月19日より実施。
松山競輪場（瀬戸風ドリームナイトレース）
2009年11月20日より実施。
高知競輪場（よさこいナイター500）
2018年8月2日より実施。
小倉競輪場（スペースナイトレース）
2000年10月18日より実施。
通年開催（GIII小倉濱田翁カップを除く）。GI競輪祭は2018年の第60回大会よりナイター開催を実施。
久留米競輪場（エンジョイスピードパークナイトレース）
2011年1月12日より実施。
2015年までは照明設備は常設していなかったため、開催時は移動式照明車（飯塚オートレース場と共用）を搬入していた（2016年より自前化して通年開催となった）。
佐世保競輪場（99〈ナインティナイン〉サンセットナイトレース）
2015年8月2日より実施。
別府競輪場（べっぷ湧くわくナイトレース）
2018年1月23日より実施。
武雄競輪場（タケマルナイトレース）
2016年12月19日より実施。

#### 競艇

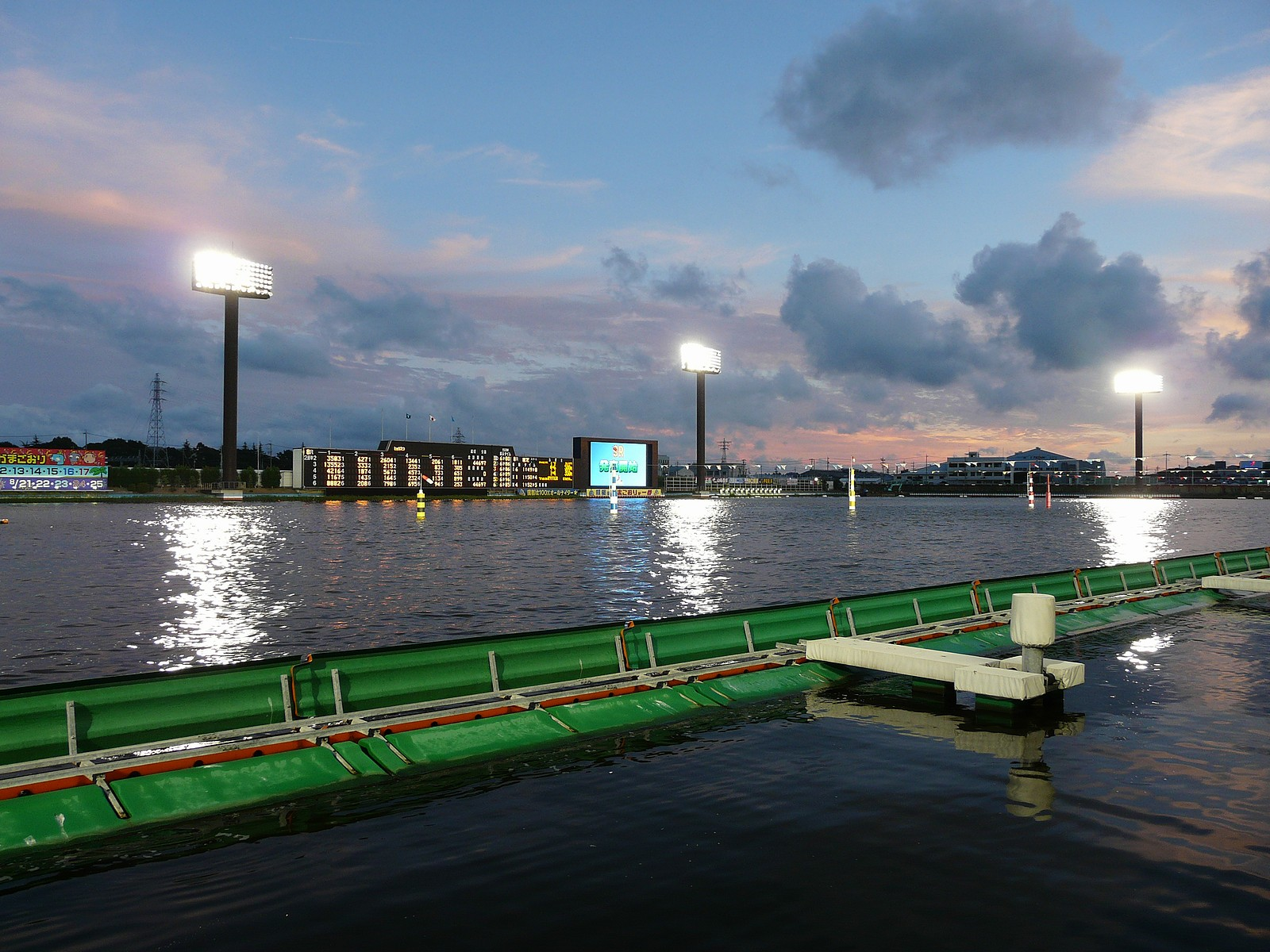
ムーンライトレース（蒲郡競艇場）

競艇では、戸田競艇場がナイター競走の場外発売を行っていなかった。しかし、2011年度のSG・オーシャンカップ競走からナイター競走の場外発売が行われた（ただし、後半3日間のみ。同じ埼玉県内のボートピア岡部およびボートピア栗橋では、ナイター競走も場外発売している）。また、最終競走締切予定時刻は3ヶ月毎に変更して重複を回避している。2018年度は通年で、20時33分、20時35分、20時37分、20時39分、20時41分、20時43分、20時45分となっている。
桐生競艇場（ドラキリュウナイター）
1997年9月20日より実施。
2011年5月より全日程ナイター開催となった。
2010年までは12月下旬から翌年3月までは昼間開催だった。
蒲郡競艇場（ムーンライトレース）
1999年7月1日より実施。
2006年3月より全日程ナイター開催となった。全公営競技を通じ、初めて全日程ナイター開催を開始した。
2002年のSGモーターボート記念競走から始まったナイターSGの発祥の地がこの蒲郡である。
住之江競艇場（住之江シティーナイター）
2006年7月8日より実施。
2016年度より、年末年始開催等を除いて通年ナイター開催となる。
丸亀競艇場（まるがめブルーナイター）
2009年4月21日より実施。当初より全日程ナイター開催である。
下関競艇場（海響ドリームナイター）
2017年4月1日より実施。当初より全日程ナイター開催である。
若松競艇場（パイナップルナイター）
2004年5月1日より実施。
2008年3月より全日程ナイター開催となった。
以前は正月明けから2月までは昼間開催としていたが、この間にもナイター開催が行われた時期もあった。
大村競艇場（発祥地ナイター）
2018年9月23日より実施。一度は頓挫したナイター競走計画が復活し、開催を決定した。

#### オートレース
伊勢崎オートレース場（ムーンライトナイター）
1989年6月2日より実施。
愛称は2006年6月7日より使用している。
飯塚オートレース場
2005年8月20日より実施。
これまで、主にSGやGIなどが開催される場合に移動式照明車（後に久留米競輪場と共用）を搬入してナイター開催を実施してたが、2020年10月からは移動式照明車から常設の照明装置に変更された。
2019年度より、グレードレースのみの開催だったナイター競走が、普通開催でも開催され、2020年度からは通年（月1回の頻度）で開催されている。
2023年4月より、通常マフラーからミッドナイトオートレースで使用しているナイター専用消音マフラーを使用することになった。
川口オートレース場
2015年9月5日より実施。
2015年は照明設備を常設していなかったため、飯塚オートレース場で使用されている移動照明車を走路内外に8台設置、騒音対策として消音効果を高めたナイター専用新型消音マフラーを使用し開催された。
2016年からは常設の照明装置に変更し開催されている。
山陽オートレース場
2021年9月13日より実施。
ナイター競走より先にミッドナイトオートレースが開催され2019年2月の試行開催時は、飯塚オートレース場の移動式照明車を借りて行われ、同年8月の正式開催を前にLED照明灯7基をスタンドやバンク内に整備した。ナイター開催時、ミッドナイトオートレースで使用しているナイター専用消音マフラーを使用する。
この他に、通常のナイター競走より規模が小さくネット投票での発売が中心で、ミッドナイトオートレースの形態に近い「伊勢崎アフター5ナイター」（2020年1月より）、「川口ナイトレース」（2020年10月より）が開催されている。

### ミッドナイト
競輪、オートレースおよび競艇では、他の公営競技のナイター競走よりもさらに遅く、17時過ぎから21時台にかけて「ミッドナイトボートレース」が、21時前後から23時台にかけて「ミッドナイト競輪」・「ミッドナイトオートレース」が、それぞれ開催されている。
いずれもナイター競走よりも発走時刻を遅く設定しているため、無観客で実施され、車券ないし舟券の購入は原則として電話投票・インターネット投票に限定している。なお、競輪場によっては、ナイター競走は開催していないがミッドナイト競輪のみ開催しているケースもある。

## 香港
香港には沙田競馬場とハッピーバレー競馬場があり、沙田競馬場が毎週日曜日の昼間開催なのに対し、ハッピーバレー競馬場は毎週水曜日の夜間開催となっている。ハッピーバレー競馬場の最終競走のスタートは23時前となっている。